# Burgberg im Allgäu
Burgberg im Allgäu è un comune tedesco di 3 189 abitanti, situato nel land della Baviera.